# Giovanni Campovecchio
Giovanni Campovecchio, né à Mantoue 1754 et mort à Naples 1804, est un peintre italien.

## Biographie
Giovanni Campovecchio étudie l'art à Mantoue probablement à l'Accademia degli Encausti fondée en 1784 par le marquis Giuseppe Bianchi. 
En août 1785 il est à Rome.
Parmi les œuvres certaines de l'artiste figurent cinq grands panneaux de vedute représentant des monuments romains qui se trouvaient dans la « saletta dei paesaggi » du palazzo Chigi all'Ariccia, en partie détruits mais documentés par des photographies ainsi que six tempere sur papier marouflé sur toile conservées par la Galleria Pallavicini, signées Campovecchio et datées de 1802.
Il est documenté encore à Rome en 1790 quand il décorait le palazzo Altieri. 
Par la suite Giovanni Campovecchio est envoyé à Naples pour diriger l'Accademia et il meurt dans cette ville en 1804. 
Giovanni Campovecchio a un frère Luigi, lui aussi probablement peintre de vedute,  mais surtout documenté en tant qu'architecte avec lequel il est parfois confondu.

## Œuvres
- Paesaggio fluviale con figure (paire de tableaux), tempera sur papier, 40 × 52 cm,
- Paesaggio con cacciatore, 35 × 45 cm,
- Vue d'un parc public, huile sur papier marouflé sur toile, 24,5 × 47 cm,
- Paesaggio della Campagna Laziale, tempera sur toile, 59 × 84,2 cm
- Paesaggio Con Apollo Tra I Pastori,
- Paesaggio Con Narciso Alla Fonte,
- Roma, veduta dell'arco di Tito, aquarelle sur papier, 129,5 × 105,5 cm, Galleria Nazionale d'arte antica, Palazzo Barberini, Rome,
- Studio di Tivoli, Musée de Montpellier,